# Jiyanpur
Jiyanpur es una pueblo y nagar Panchayat situado en el distrito de Azamgarh en el estado de Uttar Pradesh (India). Su población es de 11816 habitantes (2011). 

## Demografía
Según el  censo de 2001 la población de Jiyanpur era de 10298 habitantes, de los cuales el 53% eran hombres y el 47% eran mujeres. Jiyanpur tiene una tasa media de alfabetización del 56%, inferior a la media nacional del 59,5%: la alfabetización masculina es del 61%, y la alfabetización femenina del 51%.